# Saison 2010-2011 de Liège Basket
La saison 2010-2011 de Liège Basket est la 44e saison du club et la 11e saison dans l'élite.

## Effectif
| No | Joueur                 | Poste              | Taille (cm) | Naissance  | Nationalité        |
| -- | ---------------------- | ------------------ | ----------- | ---------- | ------------------ |
| 4  | Xavier Collette        | Meneur             | 184         | 24/04/1985 | Belgique           |
| 6  | Maxime Gaudoux         | Ailier             | 200         | 19/06/1990 | Belgique           |
| 8  | Olivier Troisfontaines | Arrière/Ailier     | 192         | 26/10/1989 | Belgique           |
| 9  | Geoffrey Hockins       | Arrière            | 188         | 28/01/1988 | Belgique           |
| 12 | Taylor Griffin         | Ailier fort        | 198         | 18/04/1986 | Belgique           |
| 13 | Pierre-Antoine Gillet  | Ailier/Pivot       | 202         | 16/04/1991 | Belgique           |
| 14 | Mikhael Linskens       | Meneur             | 193         | 21/04/1987 | Belgique           |
| 15 | Wen Mukubu             | Ailier             | 197         | 02/08/1984 | Belgique           |
| 18 | Ivan Papac             | Meneur/Ailier fort | 207         | 23/06/1987 | Croatie            |
| 32 | Cédric Bozeman         | Arrière/Ailier     | 198         | 07/03/1983 | États-Unis         |
|    | Guy Muya Muboyayi      | Arrière            | 193         | 23/05/1983 | Belgique           |
|    | Léonard Matela         | Pivot              | 206         | 27/01/1984 | États-Unis         |
|    | Andrija Stipanović     | Pivot              | 208         | 27/01/1984 | Bosnie-Herzégovine |
|    | Nikolas Raivio         | Arrière            | 193         | 06/02/1986 | États-Unis         |

Coach : Dario Gjergja ( Croatie)